# بالاتسو أدريانو

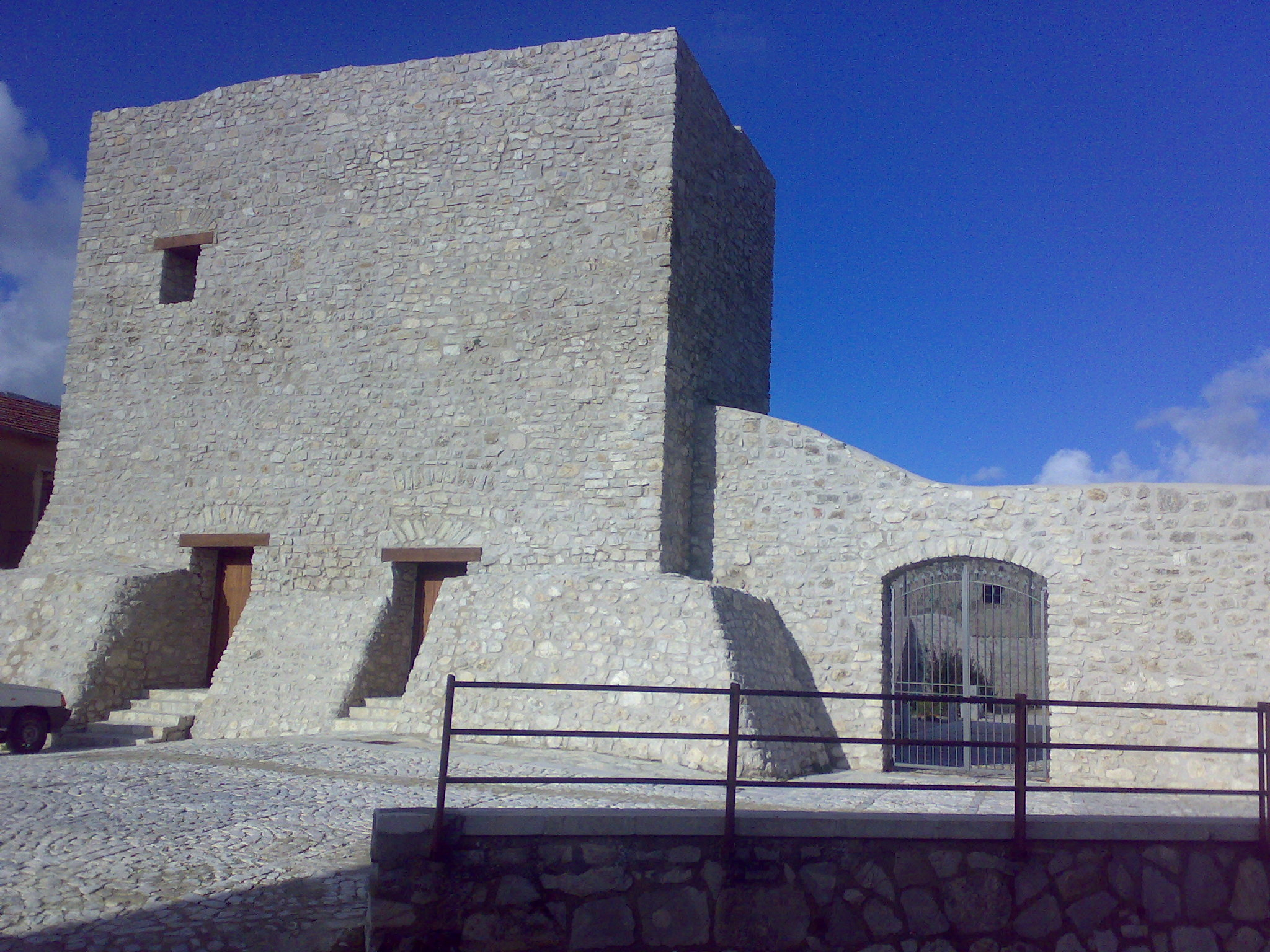
قلعة البوربون.

بالاتسو أدريانو (بالإيطالية: Palazzo Adriano)‏ هي قرية وبلدية في مقاطعة باليرمو في صقلية في جنوب إيطاليا.

## السكان
في سنة 1861 بلغ عدد السكان 5٬181 نسمة، وتطور العدد ليصل في سنة 2011 لـ 2٬227 نسمة.
يظهر هذا المخطط البياني تطور النمو السكاني لـ بالاتسو أدريانو

## أعلام
- سالفتوري كاسكيو